# Bessie Head
Pour les articles homonymes, voir Head.
Bessie Head est une écrivaine de langue anglaise, née à Pietermaritzburg (Afrique du Sud) en 1937 et morte en 1986 à Serowe, au Botswana. 

## Éléments biographiques
Née en 1937 d'un couple illégitime (mère blanche, fille d'un éleveur de chevaux, et père noir, garçon d'écurie) dans un asile psychiatrique où sa mère avait été internée,, elle est confiée à une famille adoptive. À  13 ans, elle est transférée dans un orphelinat de missionnaires. 
En 1956, elle travaille pendant quelques mois comme journaliste indépendante pour le Drum Magazine et le Golden City Post. En 1958, elle est enseignante à Durban. Mais les années 1950 voient aussi l'émergence du régime de l'apartheid et du dispositif législatif correspondant. Rejetant ces lois, elle devient membre du Congrès panafricain d'Azanie. Elle quitte en 1964 l'Afrique du Sud pour le Bechuanaland, où elle est institutrice. Son premier roman,  When rain clouds gather [ La saison des pluies] est publié en 1968, narrant l'histoire d'un exilé politique. Dans Marou, publié en 1971, elle confronte l'Afrique australe a ses propres démons : ethnicité, castes, ostracisme au sein des populations africaines. Mais c'est par le roman publié en 1973, A Question of Power [Question de pouvoirs], qu'elle obtient une certaine notoriété, par une histoire en partie issue de son parcours personnel. Elle meurt en 1986 d'une hépatite, à 49 ans,.
Les archives de Bessie Head sont détenues par le Khama III Memorial Museum de Serowe.
Elle reçoit à titre posthume l'Ordre de l'Ikhamanga, échelon or, en 2003.

## Publications
- Bessie Head (trad. Daisy Perrin), La Femme qui collectionnait des trésors : et autres récits du Botswana [« The Collector of Treasures »], Carouge-Genève, Suisse, Éditions Zoé, coll. « Littératures d'émergence » (no 1), 1994 (ISBN 978-2-88182-200-1)[1].
- Bessie Head (trad. Daisy Perrin), Question de pouvoirs, Carouge-Genève, Suisse, Éditions Zoé, coll. « Littératures d'émergence » (no 3), 1995, 258 p. (ISBN 978-2-88182-228-5)[1].
- Bessie Head (trad. Christian Surber), Marou, Carouge-Genève, Suisse, Éditions Zoé, coll. « Littératures d'émergence », 1996 (1re éd. 1972) (ISBN 978-2-88182-256-8)[4].
- Bessie Head (trad. Christian Surber), La saison des pluies [« When rain clouds gather »], Carouge-Genève, Suisse, Éditions Zoé, coll. « Littératures d'émergence », 1998, 261 p. (ISBN 978-2-88182-321-3).
- Bessie Head (trad. Christian Surber), Contes de la tendresse et du pouvoir [« Tales of tenderness and power »], Carouge-Genève, Suisse, Éditions Zoé, coll. « Littératures d'émergence », 2000, 189 p. (ISBN 978-2-88182-412-8).